# Schöna-Kolpien
Schöna-Kolpien ist ein Ortsteil von Dahme/Mark im Landkreis Teltow-Fläming im Süden Brandenburgs. Die Stadt Dahme/Mark wird vom Amt Dahme/Mark verwaltet. Die Gemeinde Schöna-Kolpien entstand 1974 durch den Zusammenschluss der vorher selbständigen Gemeinden Schöna und Kolpien und wurde 2003 in die Stadt Dahme/Mark eingegliedert.
Das Doppeldorf Schöna-Kolpien liegt im Grenzgebiet zwischen Fläming und der Niederlausitz. Die höchste Erhebung, der Austenberg, hat eine Höhe von 151 m. In dessen Nähe befindet sich auch das als Naturdenkmal ausgewiesene Quellgebiet der Dahme.

## Geschichte

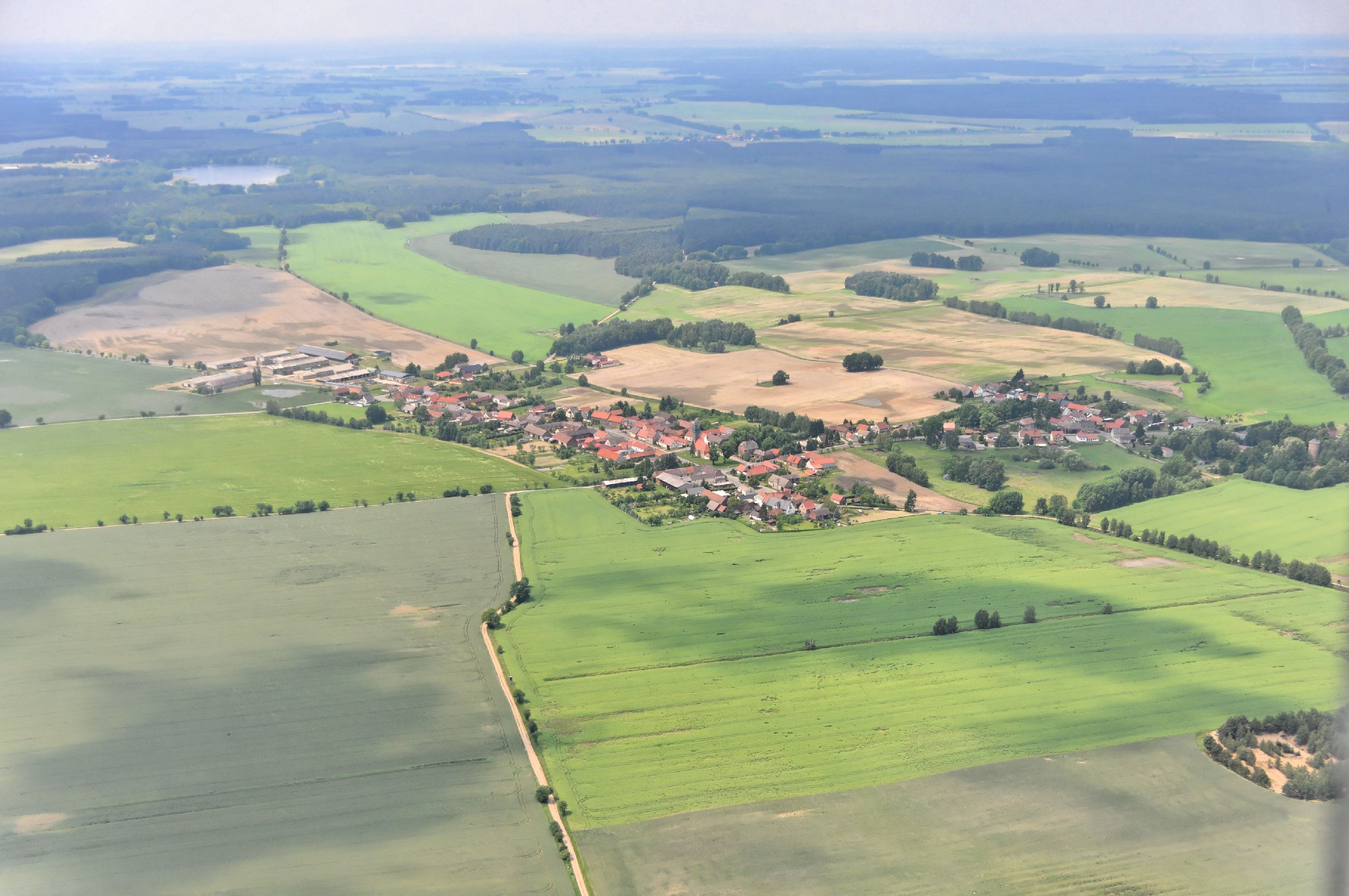
Schöna-Kolpien

Schöna-Kolpien ging aus den Dörfern Schöna und Kolpien hervor, die seit dem 1. Januar 1974 zusammen eine Gemeinde bilden. Ursprünglich gehörten beide Orte zum kurfürstlichen Amt Schlieben. 1981 hatte die neue Gemeinde 383 Einwohner und eine Fläche von 2197 ha.
1815 wurden durch die Verträge des Wiener Kongresses Schöna und Kolpien in den Landkreis Schweinitz eingegliedert. Mit der Verwaltungsreform von 1952 blieben die Orte im Kreis Herzberg. Im Zuge der Kreisreform in Brandenburg 1993 wurde die Gemeinde Schöna-Kolpien als einzige aus dem Kreis Herzberg nicht in den Landkreis Elbe-Elster, sondern in den Landkreis Teltow-Fläming eingegliedert. 1992 schloss sich Schöna-Kolpien mit 14 anderen Gemeinden zum Amt Dahme/Mark zusammen. Das Ministerium des Innern des Landes Brandenburg genehmigte am 21. August 2002 die Eingliederung von Schöna-Kolpien in die Stadt Dahme/Mark. Der Zusammenschluss wurde jedoch erst zum 26. Oktober 2003 rechtswirksam. Schöna-Kolpien hatte Ende 2002 357 Einwohner.

### Schöna
Schöna wurde 1346 erstmals als Schoenaw erwähnt. Der Name ist deutschen Ursprungs und bedeutet Siedlung zur schönen Aue. In der Nähe des Ortes befindet sich der Burgelt, auch Borchelt, ein von einem Wassergraben umgebener Turmhügel, welcher, wie Scherbenfunde vermuten lassen, möglicherweise wendischen Ursprungs ist.  Der als Straßendorf angelegte Ort besitzt eine im Kern romanische Kirche (Saalkirche), die nach einem Brand im Jahr 1777 in den Jahren 1777–1778 durch den Grundherrn Friedrich von Milkau wieder errichtet wurde. Die Apsis, der Chor und möglicherweise auch das Schiff sind im Baukern romanisch, der Turm stammt von 1778. Schöna hatte 1970 284 Einwohner.

### Kolpien
Kolpien wurde 1376 erstmals als Colpin erwähnt. Der Name Kolpien bedeutet Siedlung am Schwanenteich. Kolpien besitzt eine Holländerwindmühle, welche umfangreich saniert ist und besichtigt werden kann. In der kleinen Feldsteinkirche aus dem 13. Jahrhundert befindet sich auf dem Altar ein Kruzifix aus dem 14. Jahrhundert und ein Sandstein-Taufbecken aus dem Jahre 1619. Kolpien hatte Ende 1970 129 Einwohner.

## Bau- und Bodendenkmale
In der Liste der Baudenkmale in Dahme/Mark und in der Liste der Bodendenkmale in Dahme/Mark stehen die in der Denkmalliste des Landes Brandenburg eingetragenen Kulturdenkmale des Ortes.

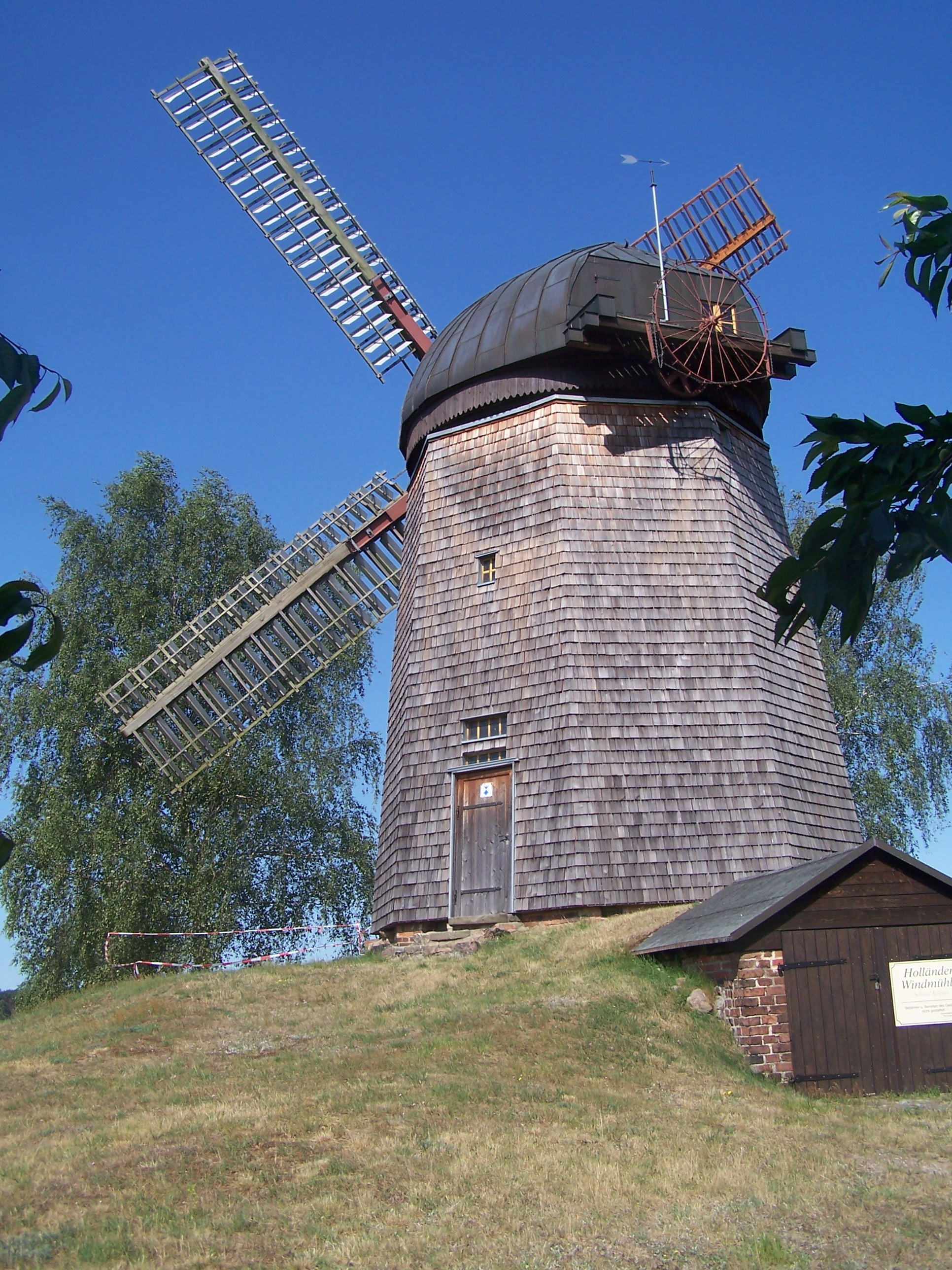
Holländerwindmühle
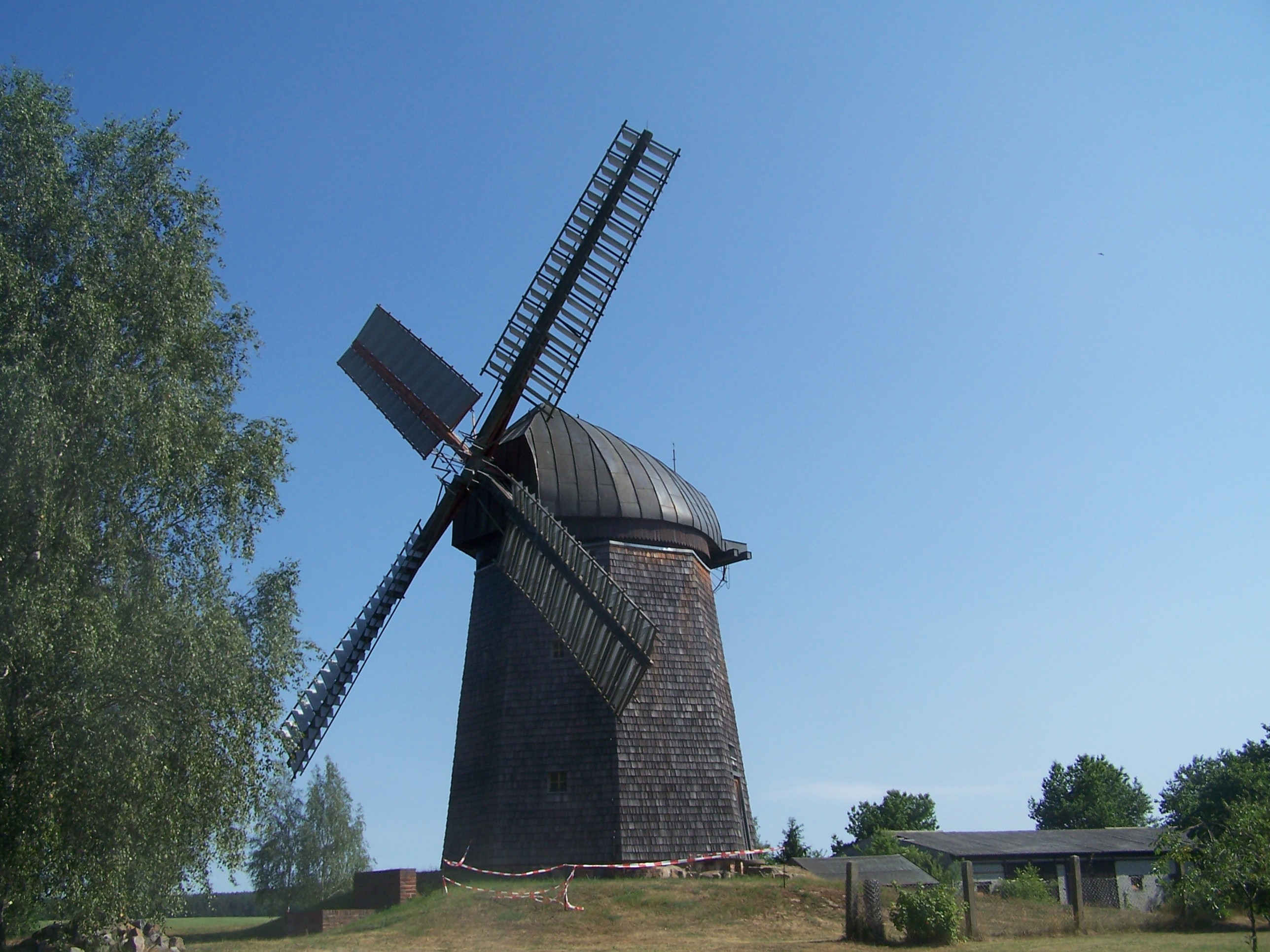
Holländerwindmühle
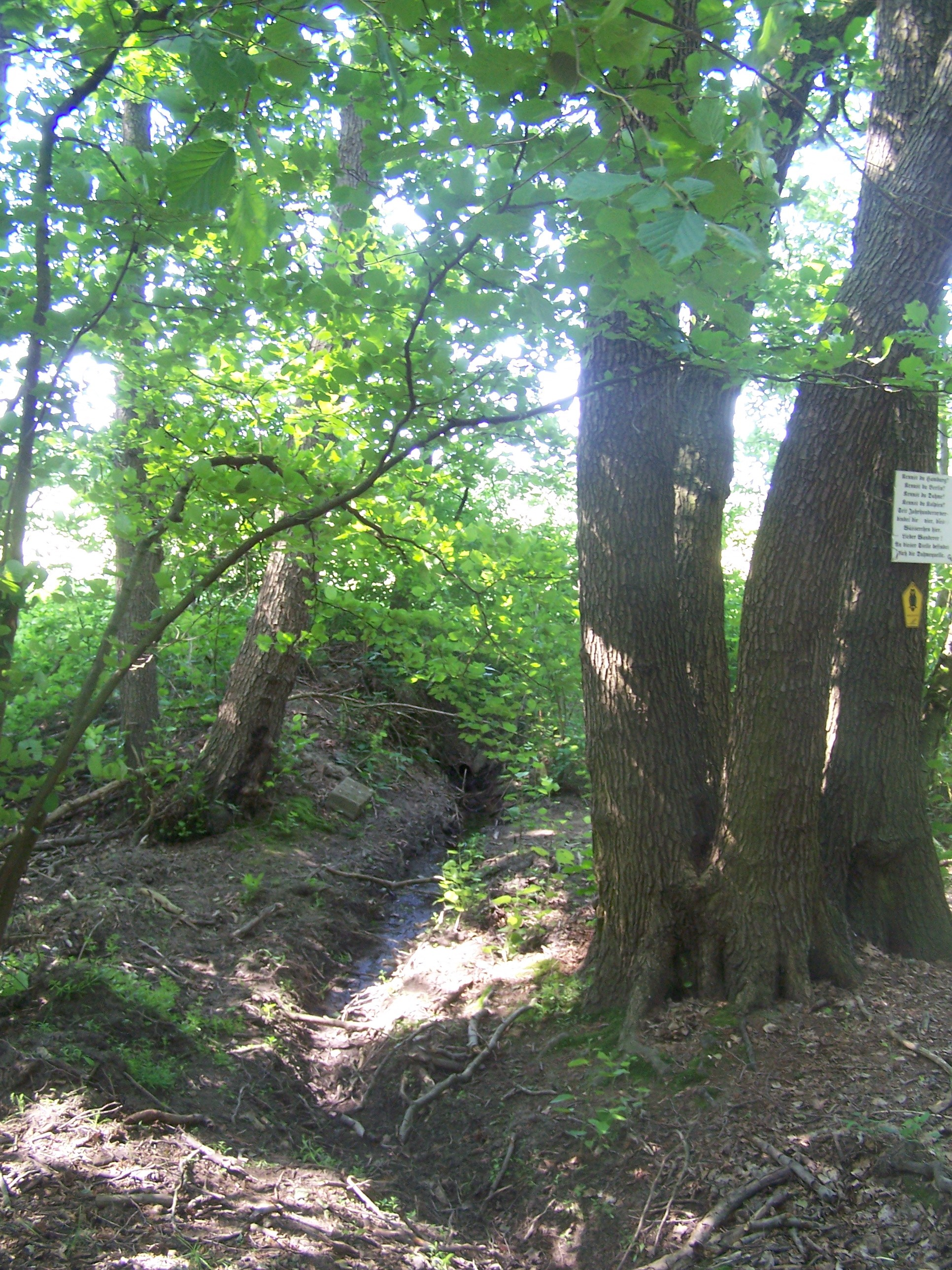
An der Dahmequelle
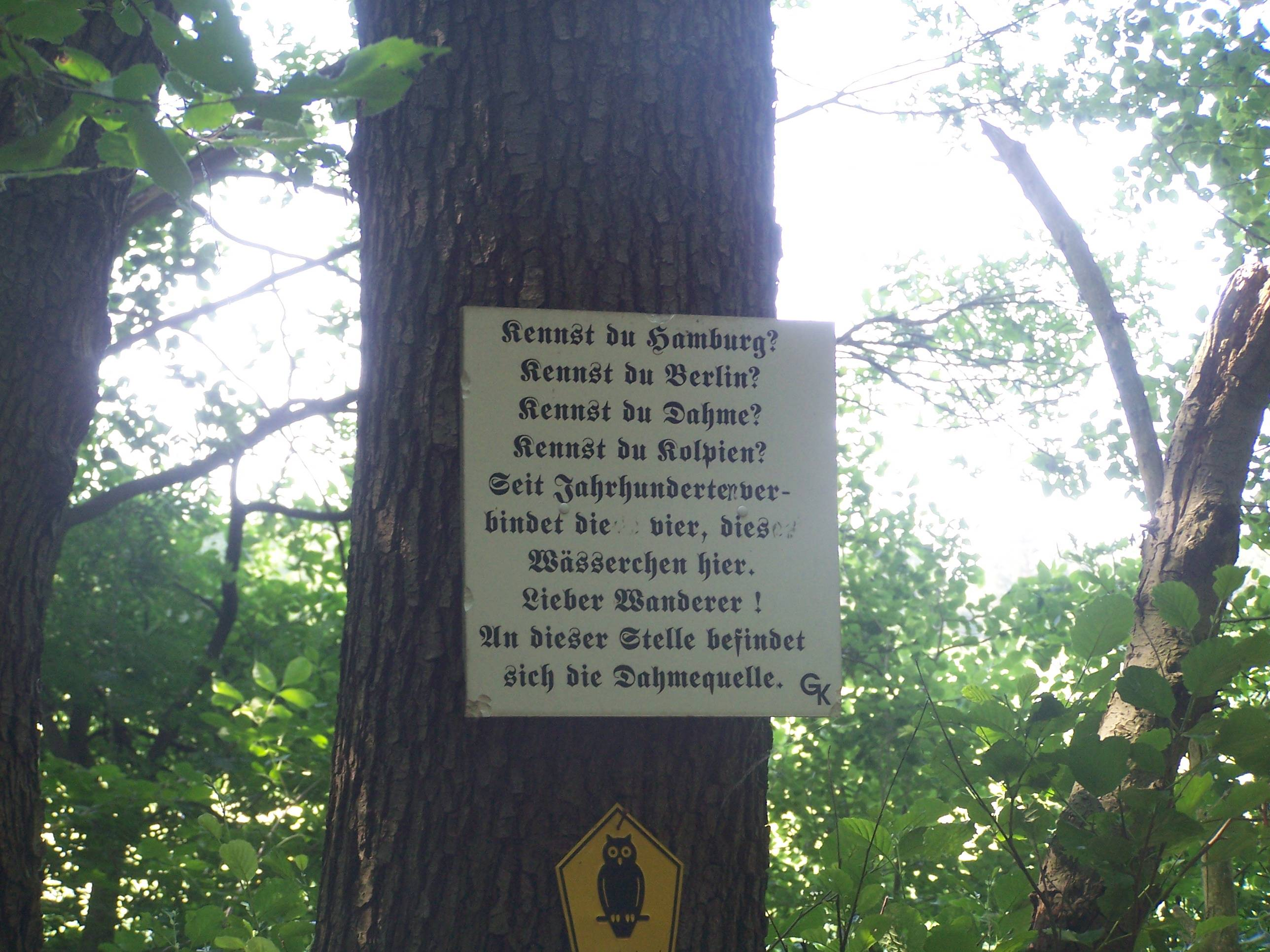
An der Dahmequelle
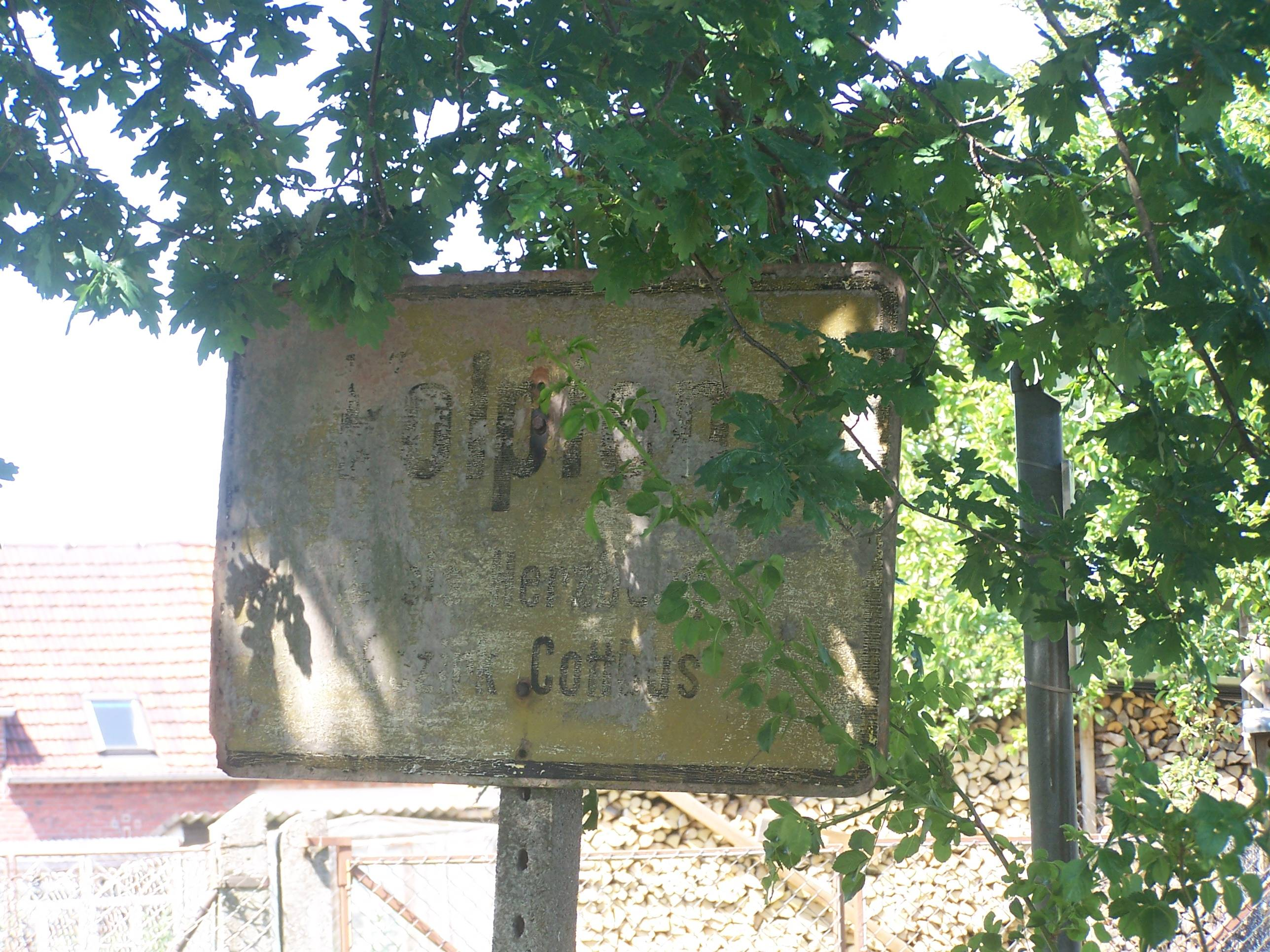
Kolpien – Kreis Herzberg – Bezirk Cottbus, „vergessenes“ Ortseingangsschild